# Robert Crumbach
Robert Crumbach (1963) es un político alemán que actualmente lidera el partido Bündnis Sahra Wagenknecht (BSW) en Brandeburgo y es el candidato de este mismo partido a Ministro-Presidente de Brandeburgo. Antes de entrar en la política activa fue juez en el tribunal laboral de Brandenburg an der Havel.

## Biografía
Nació en 1963 en Brandeburgo. Fue juez en el tribunal laboral de Brandenburg an der Havel, donde trabajó en temas laborales y de conciliación hasta 2024, cuando dejó su cargo para convertirse en el líder de la BSW en Brandeburgo. Fue elegido con una abrumadora mayoría del 96.8%. Desde los 21 años, fue miembro del Partido Socialdemócrata Alemán (SPD), hasta que lo abandonó en 2023 debido a discrepancias con decisiones tanto a nivel estatal como federal. Su elección como líder del BSW también lo llevó a postularse como candidato a la presidencia del estado federado de Brandeburgo por la Alianza de Sahra Wagenknecht en las elecciones estatales del año 2024.
Luego de arduas negociaciones para formar un gobierno en coalición con el SPD, finalmente, a finales de noviembre de 2024, se dio la luz verde entre ambas formaciones para la conformación de un gobierno Rojo-Violeta, en el que Crumbach ocuparía la vicepresidencia del gobierno de Brandeburgo, vinculada al Ministerio de Finanzas y Europa.